# Nimbochromis livingstonii
Nimbochromis livingstonii es una especie de peces de la familia Cichlidae en el orden de los Perciformes.

## Morfología
Los machos pueden llegar alcanzar los 25 cm de longitud total.

## Distribución geográfica
Es  endémico del lago Malawi (África Oriental).